# Alison Redford

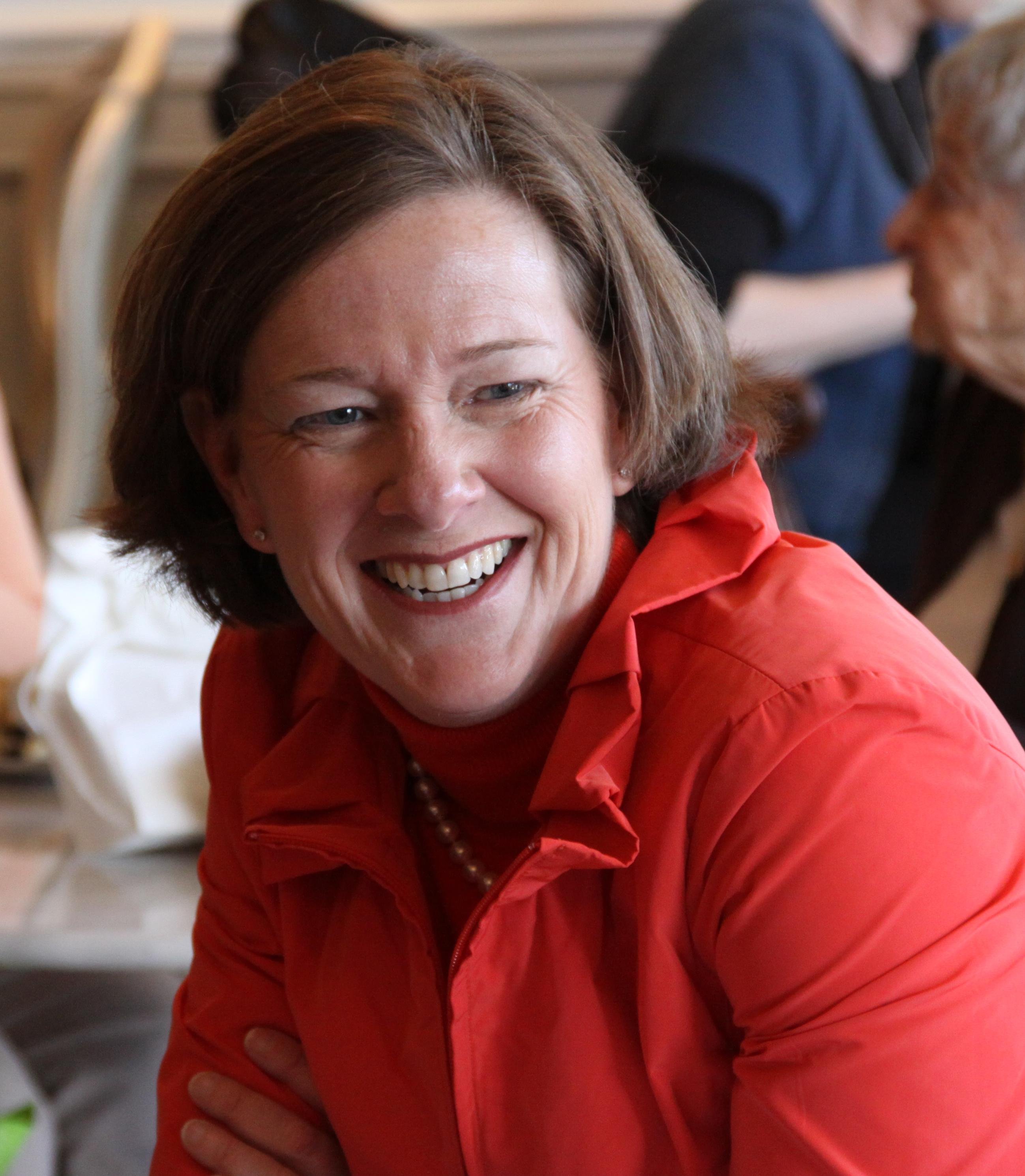
Alison Redford

Alison Redford (Kitimat, British Columbia, Canada, 7 maart 1965) is een Canadees politicus en de 14e premier van Alberta. Zij volgde op 7 oktober 2011 Ed Stelmach op in die functie en werd daarmee de eerste vrouwelijke premier van Alberta.
Redford werd in 2008 voor de eerste maal verkozen in de wetgevende vergadering van de provincie Alberta als vertegenwoordiger van een district in de stad Calgary en diende als minister van justitie in het kabinet van haar voorganger Stelmach.